# ریو بوئنو (شیلی)
ریو بوئنو (به اسپانیایی: Río Bueno) یک شهرستان در شیلی است که در استان رانکو واقع شده‌است. ریو بوئنو ۲٬۲۱۱٫۷ کیلومتر مربع مساحت و ۳۱٬۳۶۶ نفر جمعیت دارد و ۴۳ متر بالاتر از سطح دریا واقع شده‌است.